# Jungfrauenkegel
Der Jungfrauenkegel, der Jungfernkegel oder die Jungfrauen-Kegelschnecke (Conus virgo) ist eine Schnecke aus der Familie der Kegelschnecken (Gattung Conus), die im Indopazifik verbreitet ist. Sie ernährt sich von Ringelwürmern der Familie Terebellidae.

## Merkmale
Conus virgo trägt ein mäßig großes bis großes, festes bis schweres Schneckenhaus, das bei ausgewachsenen Schnecken 5 bis 15 cm Länge erreicht. Der Körperumgang ist kegelförmig, der Umriss im Viertel zum Apex hin konvex, zur Basis hin gerade. Die Schulter ist gewinkelt. Das Gewinde ist niedrig, sein Umriss leicht konkav bis leicht konvex. Die Nahtrampen des Teleoconchs sind fast flach bis leicht konkav, in den späteren Umgängen mit 3 auf 5 bis 6 zunehmenden spiraligen Rillen, die in den letzten Umgängen durch parallele Streifen ergänzt oder durch zahlreiche Streifen gänzlich ersetzt werden. Der Körperumgang ist nahe der Basis mit schwachen bis hinfälligen Rippen überzogen, wobei sich feine Rippen in großen Abständen und dazwischen runzelige Fäden bis zur Mitte und darüber hinaus erstrecken können.
Die Oberfläche des Gehäuses ist weiß bis gelb oder orange gefärbt, gelegentlich mit dunkleren orangefarbenen Zuwachslinien entlang der äußeren Lippe der Gehäusemündung. Die Basis ist dunkel blauviolett, die bei Adulten meist erodierten Umgänge des Protoconchs hellpurpur, die Gehäusemündung weiß, an der Basis blauviolett.
Das dicke, undurchsichtige, hornige Periostracum ist grünlich-braun bis braun und weist feine axiale Rippen auf.
Die Oberseite des Fußes ist weiß mit braunen Flecken und einem kreuzförmigen Querfleck im Vorderabschnitt, einem schwarzen Fleck beim Operculum und dazwischen einer gepunkteten braunen Linie vor den Rändern. Das Hinterende und die vorderen Ecken sind weiß. Manchmal gibt es 4 kurze Längsreihen schwarzer Punkte im vorderen Mittelabschnitt. Die Kante des Fußes ist gelb bis orange, was sich manchmal auf der Oberseite fortsetzt. Die Fußsohle ist kremfarben mit braunen Flecken, die vorn manchmal dunkler braun sind. Das Rostrum und die Fühler sind gelb oder dorsal gelb und ventral weiß, wobei auf dem Rostrum ein schwarzes Querband verlaufen kann. Der Sipho ist weiß mit gelben Kanten mit einem schwarzen Querstreifen in der Mitte und einem braunen Streifen oder dorsal einer Gruppe brauner Punkte an der Basis.
Die mit einer Giftdrüse verbundenen Radula-Zähne sind lang und gebogen und haben an der Spitze zwei gegenüberliegende Widerhaken. Sie sind mehr als die Hälfte des Schafts hinunter gesägt, in einem rückwärts gerichteten Zacken endend. An der Basis sitzt ein deutlicher Sporn.

## Verbreitung und Lebensraum
Conus virgo ist im Indopazifik verbreitet, so im Roten Meer, vor Tansania, Madagaskar, Aldabra, Chagos, den Maskarenen, Indien, den Philippinen und Australien (Northern Territory, Queensland, Western Australia), fehlt aber in Hawaii. Er lebt in der Gezeitenzone und bis in Meerestiefen von etwa 15 m auf Sand und Geröll, bisweilen zwischen Pflanzenbewuchs und unter toten Korallen.

## Entwicklungszyklus
Wie alle Kegelschnecken ist Conus virgo getrenntgeschlechtlich, und das Männchen begattet das Weibchen mit seinem Penis, wozu in großer Anzahl Männchen und Weibchen zusammenkommen. Das Weibchen befestigt an der Unterseite von Felsen Basalplatten mit kurzen Reihen von Eikapseln, die dichte, unregelmäßige Gelege bilden. Bei Sri Lanka und den Seychellen wurde die Eiablage im November, Januar und August in etwa 1,5 m Tiefe an der landabgewandten Seite von Riffen beobachtet. Die Größe einer Kapsel an einem Ort  schwankt zwischen etwa 12 bis 13 mm Länge und 12 bis 13 mm Breite einerseits und etwa 30 bis 32 mm Länge und 20 bis 22 mm Breite andererseits. Die Anzahl der Eier in einer Kapsel beträgt etwa 3900 bis 18.000, in einem Gelege etwa 58.000 bis 700.000. Die darin befindlichen Eier sind etwa 170 bis 225 µm groß, woraus geschlossen wird, dass die Veliger-Larven mindestens 21 Tage (bei 170 µm 26 Tage) lang frei schwimmen, bevor sie niedersinken und zu kriechenden Schnecken metamorphosieren.

## Ernährung
Die Beute von Conus virgo besteht aus sedentären Vielborstern insbesondere der Familie Terebellidae, die er mit seinen Radulazähnen sticht und mithilfe der Giftdrüse immobilisiert.